# Parapsallus
Parapsallus är ett släkte av insekter. Parapsallus ingår i familjen ängsskinnbaggar.
Släktet innehåller bara arten Parapsallus vitellinus.